# Discinisca
Discinisca – wymarły rodzaj ramienionoga, którego skamieniałości datuje się na czas od dewonu wczesnego do pliocenu. Znajdowano je w Europie, Afryce, Ameryce Północnej i Nowej Zelandii

## Gatunki
W obrębie rodzaju wyróżnia się następujące gatunki:
- Discinisca laevis (Sowerby, 1822)
- Discinisca lamellosa (Broderip, 1834)
- Discinisca lamellosa sensu d'Hondt, 1976
- Discinisca messi (Damián E. Pérez et al., 2023)
- Discinisca rikuzenensis (Hatai, 1940)
- Discinisca tenuis (Sowerby)

Za gatunek typowy uznano Discinisca lamellosa (Broderip, 1834).